# Abigail Mac

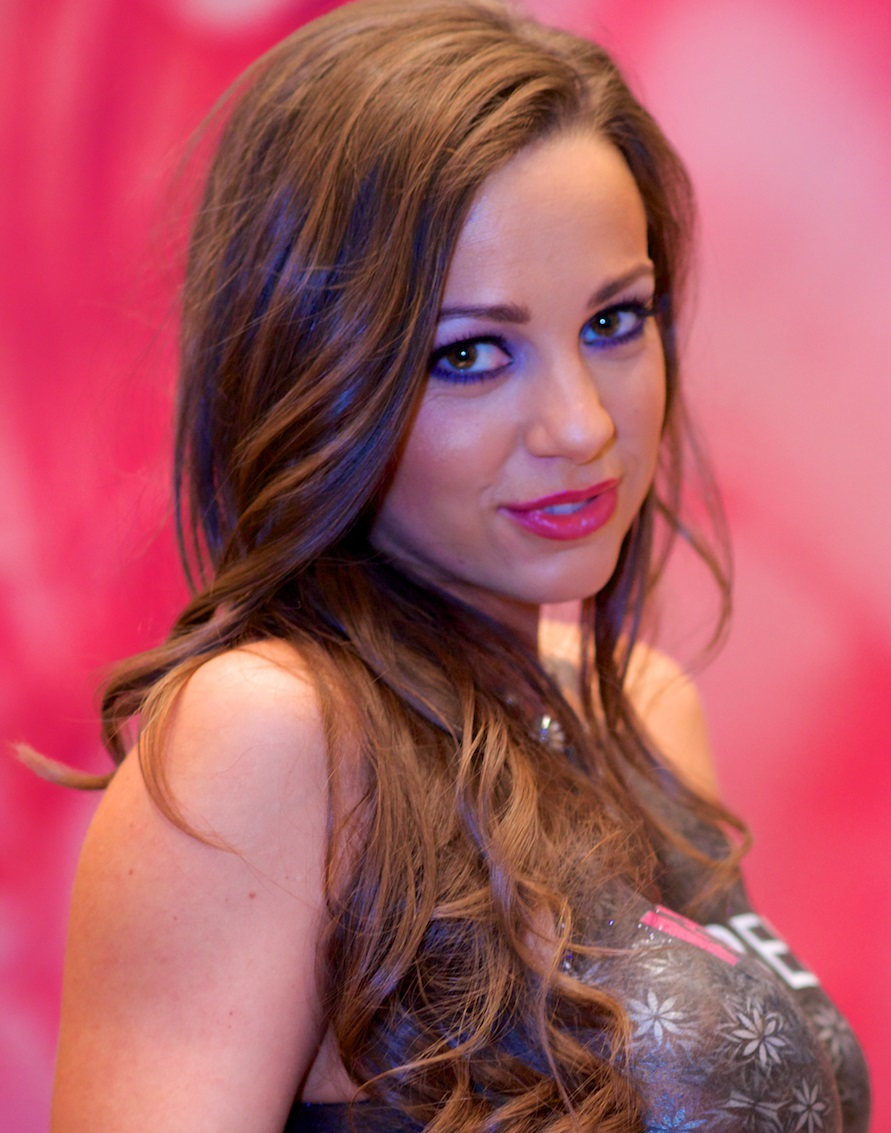
Abigail Mac auf der AVN Adult Entertainment Expo (2014)

Abigail Mac (* 2. Juni 1988 in Baltimore, Maryland) ist eine US-amerikanische Pornodarstellerin und Fotomodel.

## Leben und Leistungen
Mac begann ihre Karriere in der Hardcorebranche im Jahr 2012 und hat seitdem mehr als 100 Filme gedreht. Sie ist bekannt für ihre Darstellungen in Lesben-Filmen (wie beispielsweise in Teil 37, 38, 39, 41 und 42 der Serie We live together) oder von Lesben-Szenen in Hetero-Filmen. Sie drehte ihre erste Boy/Girl-Szene 2014 für das Studio Digital Playground. Im Jahr 2015 spielte sie die weibliche Hauptrolle in der Pornoparodie True Detective: a XXX Parody auf die US-amerikanische TV-Serie True Detective und ist dort in zwei Sex-Szenen zu sehen. Für ihre Darstellungen in zwei Szenen des Films Black & White des Regisseurs Greg Lansky wurde sie im Jahr 2016 jeweils mit AVN Awards ausgezeichnet.
Sie hat bisher für folgende Studios gedreht: Digital Playground, Spizoo, Desire Films, Jules Jordan, Reality Kings, Evil Angel, Wicked Pictures, Brazzers, Girlsway und Life Selector.

## Auszeichnungen
- 2014: Twistys Treat of the Month – September 2014
- 2015: Girlsway Girl of the Month – Juni 2015
- 2016: AVN Award: Best Solo/Tease Performance in Black & White 4[1]
- 2016: AVN Award: Best Boy/Girl Sex Scene in Black & White 4 (zusammen mit Flash Brown)[1]
- 2019: XBIZ Award: Female Performer of the Year[2]

## Filmografie (Auswahl)
- 2014: There’s Only One Abigail Mac
- 2014: Yoga Girls 2
- 2015: True Detective: a XXX Parody
- 2015: Black & White 4
- 2015: Oil Overload 14
- 2015: Abigail
- 2016: Bang POV 2
- 2016: Flesh Hunter 13
- 2016: Big Mouthfuls 34
- 2016: Lex the Impaler 9
- 2016: Mandingo Massacre 10
- 2016: Hunt For El Longito Treasure, The: The Colombian 2
- 2016: DNA
- 2017: Alexis Loves Girls
- 2017: Power Bangers: A XXX Parody (Webserie, 4 Episoden)
- 2017: Big Mouthfuls 35
- 2018: Natural Beauties 6
- 2018: Black & White 11
- 2019: Tonight’s Girlfriend 74, 80
- 2019: Tushy Raw 2
- 2019: Blacked Raw 22
- 2020: Girl Crush 2
- 2020: It Happened One Night
- 2020: Dirty Cosplay 3
- 2020: Squirting Lesbians Vol. 3
- 2021: Blindsided
- 2021: Naked 2
- 2021: First Times & Second Chances 3
- 2021: Hot and Mean 24
- 2021: When Girls Play 19
- 2021: Juicy Licks 15
- 2022: Overworked Titties 16
- 2022: Sexual Education 14
- 2022: Melts In Her Mouth 5
- 2022: Pornstars Like It Big 27
- 2022: Slutty Wife Happy Life 11
- 2022: Built for Bangin’ 5
- 2022: Perfect Chemistry 4
- 2022: Stuffing My Horny Girlfriend 12
- 2022: Pussy Lust 14
- 2022: Dirty Intentions 16